# Luigi Michelacci
Luigi Michelacci, né le 23 juillet 1879 à Meldola et mort le 19 février 1959 à Florence, est un peintre italien. Il peint des scènes rurales et villageoises, souvent en n'utilisant que des couleurs terreuses.

## Biographie
En 1891 , sa famille s'installe à Florence et il y étudie la peinture auprès de Giovanni Fattori. En 1901, il fait un bref séjour à Venise, puis retourne à Florence, avant de s'installer à Paris. Il y fait la rencontre d'Ardengo Soffici avec lequel il se lie d’amitié tout en effectuant de fréquents séjours en Italie. Deux sanguines d'un nu féminin datant de cette période (vers 1903), semblent avoir subi l'influence d'Edgar Degas. Dans ces mêmes années, il entre en contact avec Amedeo Modigliani, qu'il présente à son ami intime Soffici (Simoncelli). En France, il étudie les paysagistes, l'école de Barbizon, Rousseau, Daubigny, et s'enthousiasme pour la technique de clair-obscur de Daumier et la force de ses représentations de thèmes sociaux (Parronchi).
En 1929, il s'installe temporairement à Milan et tient sa première exposition personnelle à la galerie Scopinich, exposant soixante et une œuvres.
Il est nommé professeur correspondant de peinture à  l'Académie des beaux-arts de Florence.